# Gastrochilus sutepensis
Gastrochilus sutepensis là một loài thực vật có hoa trong họ Lan. Loài này được (Rolfe ex Downie) Seidenf. & Smitinand mô tả khoa học đầu tiên năm 1963.